# Кораблёво (Пискловское сельское поселение)
Кораблёво — деревня в Еткульском районе Челябинской области России. Входит в состав Пискловского сельского поселения.

## География
Деревня находится на востоке Челябинской области, в лесостепной зоне, к северу от озера Буташ, к юго-западу от озера Большой Кункуль, на расстоянии 37 километров (по прямой) к юго-востоку от села Еткуль, административного центра района. Абсолютная высота 197 метров над уровнем моря.

## Население
| 2002 | 2010 |
| ---- | ---- |
| 210  | ↘184 |

Гендерный состав
По данным Всероссийской переписи населения 2010 года в гендерной структуре населения мужчины составляли 45,7 %, женщины — 54,3 %.
Национальный состав
Согласно результатам переписи 2002 года, в национальной структуре населения русские составляли 93 %.

## Улицы
Уличная сеть деревни состоит из четырёх улиц.